# Batrachorhina jejuna
Batrachorhina jejuna är en skalbaggsart som beskrevs av Hermann Julius Kolbe 1894. Batrachorhina jejuna ingår i släktet Batrachorhina och familjen långhorningar.
Artens utbredningsområde är Kenya. Inga underarter finns listade.